# Глінка Дмитро Борисович
Глі́нка Дмитро́ Бори́сович (нар. 10 грудня 1917 — пом. 1 березня 1979) — радянський льотчик-ас, учасник Другої світової війни. Двічі Герой Радянського Союзу (1943), полковник авіації (1951).

## Біографія
Народився 10 грудня 1917 року в селі Олександрів Дар (тепер в межах міста Кривий Ріг) Дніпропетровської області в родині шахтаря. Українець. Член ВКП(б) з 1942 року.
Після закінчення неповної середньої школи працював на шахті імені МОПРа. Навчався в Криворізькому аероклубі.
До лав РСЧА призваний у 1937 році. У 1939 році закінчив Качинську військову авіаційну школу.
Учасник Німецько-радянської війни з січня 1941 року. Бойовий шлях розпочав у Криму в складі 45-го винищувального авіаційного полку.
У травні 1942 року був збитий, отримав важке поранення й тривалий час перебував у шпиталі.
Воював у небі Кубані, під Харковом, Яссами, на Сандомирському плацдармі. Закінчив війну в небі Німеччини.
Особливо помічник командира 45-го винищувального авіаційного полку 216-ї змішаної авіаційної дивізії 4-ї повітряної армії Північно-Кавказького фронту старший лейтенант Д. Б. Глінка відзначився в небі Кубані, здійснивши 146 бойових вильотів і знищивши при цьому 15 літаків ворога. Після перетворення полку на 100-й гвардійський винищувальний, гвардії капітан Д. Б. Глінка збільшив свій бойовий рахунок до 29 перемог у 62 повітряних боях.
Всього за роки війни здійснив понад 300 бойових вильотів, у більш, як 100 повітряних боях знищив 50 літаків ворога (з них 9 — на Як-1, решта — на «Аерокобрі»).
Після закінчення війни продовжив військову службу у ВПС СРСР. У 1951 році закінчив Військово-повітряну академію. Командував авіаційним полком, був заступником командира винищувальної авіаційної дивізії.
З 1960 року — в запасі. Мешкав у Москві. Працював у цивільній авіації.
Обирався депутатом Верховної Ради СРСР 2-го скликання.
Помер 1 березня 1979 року. Похований на Кунцевському кладовищі Москви.

## Нагороди
Указом Президії Верховної Ради СРСР від 21 квітня 1943 року помічник командира з повітряно-стрілецької служби 45-го винищувального авіаційного полку старший лейтенант Глінка Дмитро Борисович за 146 бойових вильотів і 15 особисто збитих літаків ворога удостоєний звання Героя Радянського Союзу з врученням ордена Леніна і медалі «Золота Зірка» (№ 906).
Указом Президії Верховної Ради СРСР від 24 серпня 1943 року помічник командира з повітряно-стрілецької служби 100-го гвардійського винищувального авіаційного полку гвардії капітан Глінка Дмитро Борисович за 29 особисто збитих ворожих літаків у 62 повітряних боях нагороджений другою медаллю «Золота Зірка» (№ 9/II).
Нагороджений орденом Леніна, п'ятьма орденами Червоного Прапора, орденами Олександра Невського, Вітчизняної війни 1-го ступеня, двома орденами Червоної Зірки й медалями.

## Пам'ять
В селі Рахманівка, що нині входить до складу міста Кривий Ріг, встановлено бронзове погруддя Героя, а також поіменовано вулицю на його честь, про що встановлено пам'ятну стелу.
|                                               |
| Бюст двічі Героя Радянського Союзу Д.Б.Глінки |

|                        |
| Табличка на пам'ятнику |

|                                                                     |
| Стела на честь наречення вулиці іменем двічі Героя РС Дмитра Глінки |

## Родина
В одному полку з Д. Б. Глінкою воював його старший брат — Б. Б. Глінка (1914—1967), Герой Радянського Союзу.